# Військовий заколот в Іспанії (1936)

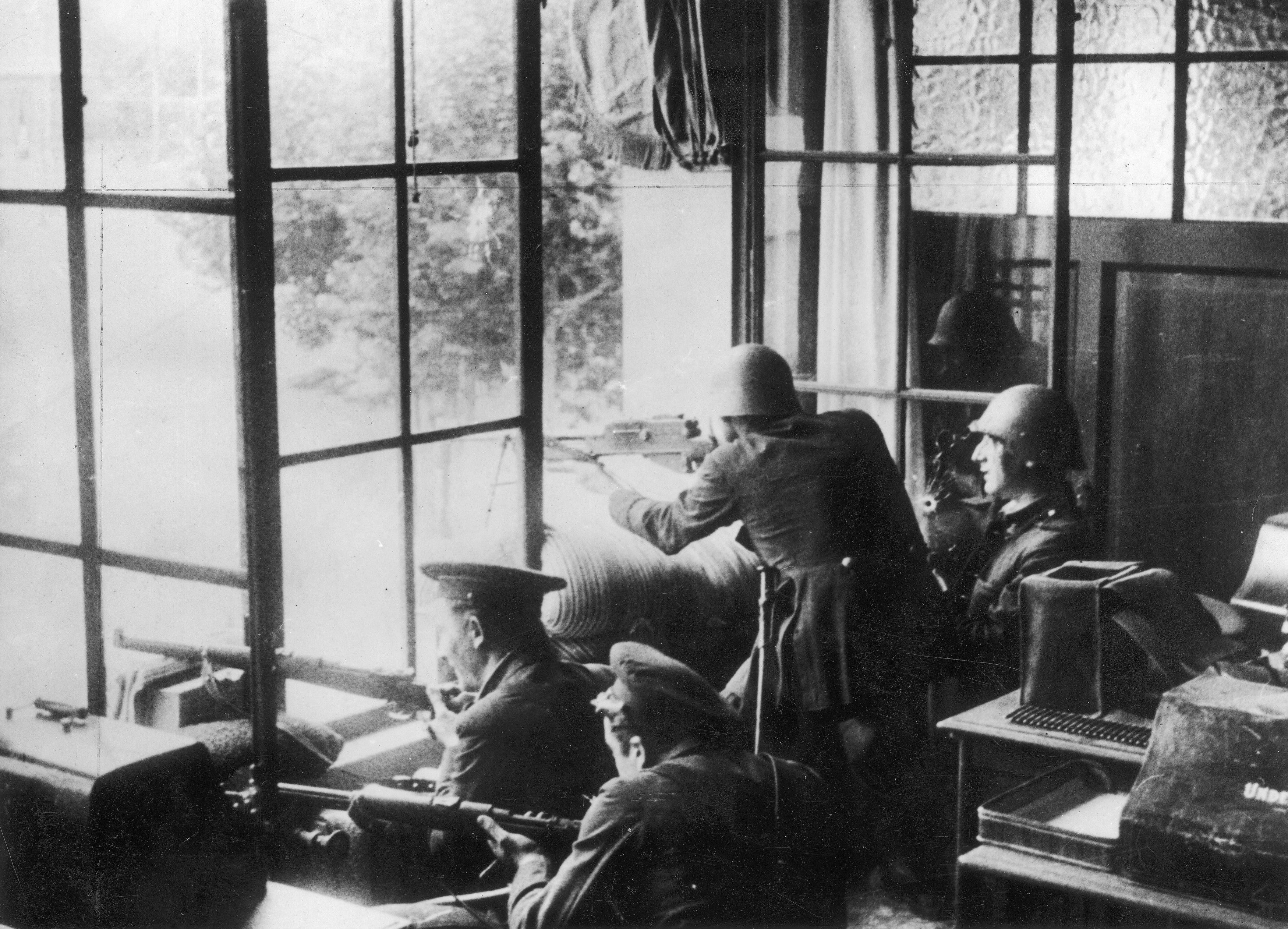
Республіканські солдати та міська поліція під час боїв у Барселоні.

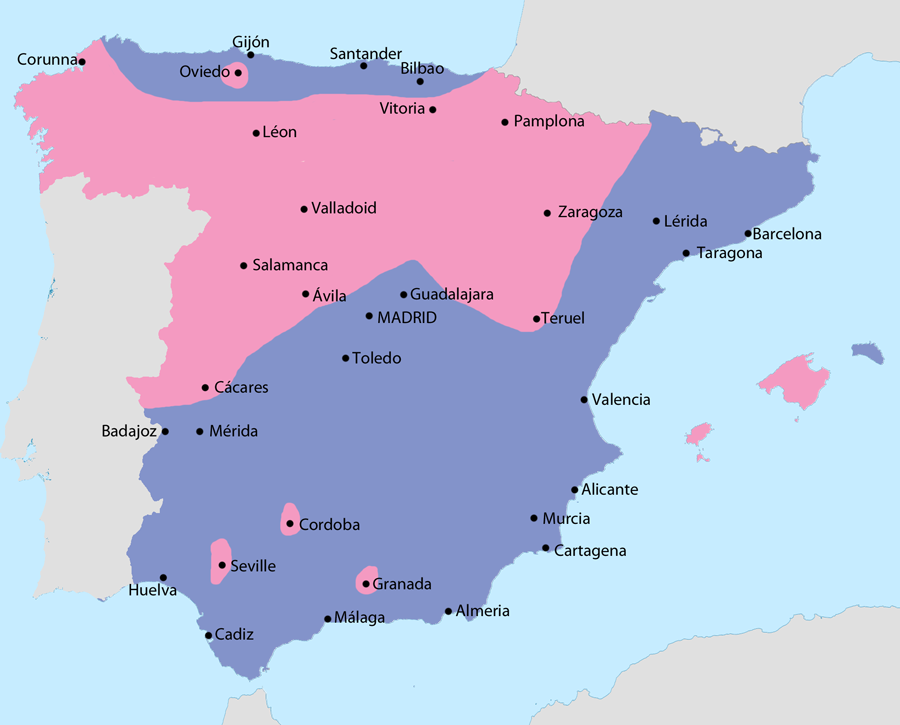
Карта контролю над Іспанією в липні 1936 (без Іспанського Марокко та Канарських островів). Синім (темним) позначено території під контролем уряду (республіканців).

Військовий заколот в Іспанії в липні 1936 (ісп. Golpe de Estado de España de julio de 1936, або серед повстанців ісп. Alzamiento Nacional) — військове повстання з метою повалення Другої Іспанської республіки, яке натомість спричинило Громадянську війну в Іспанії, в якій націоналісти та республіканці боролися за контроль над країною. Сам заколот був організований 18 липня 1936 року, хоча він почався на день раніше в Іспанському Марокко. Внаслідок кількарічної війни в Іспанії було встановлено диктатуру одного з лідерів перевороту Франсіско Франко.
Повстання мало бути швидким, але уряд зберіг контроль над більшою частиною країни, влючно з Малаґою, Хаеном та Альмерією. Кадіс захопили повстанці, а генерал Кейпо де Льяно зумів втримати Севілью. 19 липня уряд на чолі з новопризначеним прем'єр-міністром Хосе Хіралем наказав розподілити зброю між профспілками, що допомогло перемогти повстанців у Мадриді, Барселоні та Валенсії і призвело до того, що анархісти взяли під контроль значні частини Араґону і Каталонії. Повстанський генерал Ґодед здався в Барселоні і пізніше його було засуджено до страти.
Повстанці заручилися підтримкою приблизно половини іспанської армії, яка налічувала близько 66 000 чоловіків, а також 30 000 африканської армії. Остання була найбільш професійною та боєздатною військовою силою Іспанії. Уряд зберіг менше половини гвинтівок, важких і легких кулеметів та артилерії. Обидві сторони мали небагато танків і лише застарілі літаки, тоді як потужність військово-морського флоту була відносно рівною. Дезертирство багатьох регулярних офіцерів послабило республіканські підрозділи всіх типів.